# Bredstrup-Pjedsted Idrætsforening
Bredstrup-Pjedsted Idrætsforening (BPI) er en idrætsforening i Fredericia Kommune, som har badminton, fodbold, gymnastik, håndbold, skydning, tennis og senioridræt på programmet. Foreningen blev stiftet den 18. november 1980.